# Ledion Liço
Ledion Liço (Leskovik, 13 giugno 1986) è un conduttore televisivo, produttore televisivo e cantante albanese.
È noto soprattutto per essere il conduttore del reality show Big Brother VIP Albania (dal 2024). Ha lavorato per molti anni presso l'emittente Top Channel Albania come direttore creativo e presso Top Albania Radio come direttore generale.

## Carriera
Liço ha iniziato la sua carriera nel 2005 come conduttore dei programmi televisivi Wake Up e Shtojzovallet. Successivamente, è diventato noto per il suo lavoro in programmi musicali e di intrattenimento come Top Fest (2007–2016), Top Awards e Unplugged (2006–2008). Nel 2015 ha condotto Big Brother Albania 8. È stato inoltre conduttore di The Voice of Albania (2011–2017) e The Voice Kids Albania (2016–2018), dove ha lavorato anche come produttore esecutivo.
Dal 2019, Liço è direttore esecutivo di Top Channel Films e Top Albania Radio. Nel 2020 è diventato direttore artistico di Top Channel Albania. Nel 2024, Liço è tornato come conduttore della terza stagione di Big Brother VIP Albania. Successivamente è stato confermato come conduttore per la quarta stagione. Liço ha lavorato anche in programmi musicali come A.Live.Night (2022), Summer Dance e Heineken Sessions.

## Filmografia

### Televisione
- Ethet e së Premtes (2002) – concorrente
- Wake Up – conduttore, produttore
- Shtojzovallet (2005) – conduttore
- Top Fest (2007–2016) – conduttore, anche partecipante nel 2008
- Unplugged (2006–2009) – conduttore
- The Voice of Albania (2012–2015, 2017) – conduttore
- Top Music Awards (2016) – conduttore
- Voice Kids Albania (2018) – conduttore, produttore esecutivo
- Big Brother VIP Albania (dal 2024) – conduttore

### Film
- Una tata per papà (2012–2013) – attore[5]
- Within Love (Në kuadër të dashurisë) (2023) – produttore[6]

### Radio
- Wake Up – conduttore, produttore
- Heineken Sessions (2015) – produttore
- A•Live•Night (2022) – produttore

## Vita privata
Liço è sposato con Sara Hoxha, co-proprietaria di Top Media, l'azienda madre del canale televisivo Top Channel Albania. La coppia ha tre figli.